# L'infinit
L'infinit (títol original en anglès, The Endless) és una pel·lícula de terror de ciència-ficció estatunidenca del 2017 dirigida, produïda i protagonitzada per Justin Benson i Aaron Moorhead. Benson va escriure la pel·lícula, mentre que Moorhead era el director de fotografia; tots dos també van fer de muntadors. Es va estrenar el 21 d'abril de 2017 al Festival de Cinema de Tribeca, abans d'estrenar-se a tot el país el 6 d'abril de 2018. Ha estat subtitulada al català.
Protagonitzada com Callie Hernandez, Tate Ellington, Lew Temple i James Jordan, la pel·lícula explica la història de dos germans (Benson i Moorhead) que visiten un suposat culte al qual abans pertanyien. L'infinit es pot interpretar com una seqüela parcial de la pel·lícula Resolution de Benson i Moorhead de 2012, ja que comparteix el mateix univers i alguns dels mateixos personatges. Va rebre crítiques favorables de la crítica.

## Repartiment
- Justin Benson com a Justin Smith
- Aaron Moorhead com a Aaron Smith
- Callie Hernandez com a Anna
- Tate Ellington com a Hal
- Lew Temple com a Tim
- James Jordan com a Shitty Carl
- Shane Brady com a Shane Williams
- Kira Powell com a Lizzy
- David Lawson Jr. com a Smiling Dave
- Emily Montague com a Jennifer Danube
- Peter Cilella com a Michael Danube
- Vinny Curran com a Chris Daniels
- Glen Roberts com a Woods